# Synot liga (2014/2015)
Synot liga 2014/2015 – 22. edycja najwyższych w hierarchii rozgrywek ligowych czeskiej klubowej piłki nożnej. Tytułu mistrzowskiego z poprzedniego sezonu broni drużyna Sparta Praga. Rozgrywki rozpoczęły się 25 lipca 2014 roku meczem pomiędzy zespołami Bohemians 1905 i Sparta Praga.

## Drużyny
| Uczestnicy poprzedniej edycji                                                                                 | Uczestnicy poprzedniej edycji | Uczestnicy poprzedniej edycji | Uczestnicy poprzedniej edycji |
| --- | ----------------------------- | ----------------------------- | ----------------------------- |
| SPA | Sparta Praga                  | 1                             |                               |
| VPL | Viktoria Pilzno               | 2                             |                               |
| MLB | FK Mladá Boleslav             | 3                             |                               |
| SLL | Slovan Liberec                | 4                             |                               |
| TEP | FK Teplice                    | 5                             |                               |
| 1SL | 1. FC Slovácko                | 6                             |                               |
| DUK | Dukla Praga                   | 7                             |                               |
| VYS | FC Vysočina Igława            | 8                             |                               |
| ZBR | Zbrojovka Brno                | 9                             |                               |
| BAN | Baník Ostrawa                 | 10                            |                               |
| JAB | FK Jablonec                   | 11                            |                               |
| PRB | 1. FK Příbram                 | 12                            |                               |
| SLA | Slavia Praga                  | 13                            |                               |
| BOH | Bohemians 1905                | 14                            |                               |
| Awans z II ligi (2013/2014)                                                                                   |                               |                               |                               |
| CBU | Dynamo Czeskie Budziejowice   | 1                             |                               |
| HRK | FC Hradec Králové             | 2                             |                               |
| Oznaczenia: - kolumna pierwsza – skróty nazw drużyn, - kolumna trzecia – miejsce zajęte w poprzednim sezonie. |                               |                               |                               |

## Tabela
| Lp. | Drużyna                         | M  | Z  | R  | P  | Bramki | Bramki | Różn. | Pkt | Uwagi                                     |                                  |
| --- | ------------------------------- | -- | -- | -- | -- | ------ | ------ | ----- | --- | ----------------------------------------- | -------------------------------- |
| 1   | Viktoria Pilzno (M)             | 30 | 23 | 3  | 4  | 70     | 24     | +46   | 72  | III runda kwalifikacyjna do Ligi Mistrzów |                                  |
| 2   | Sparta Praga                    | 30 | 21 | 4  | 5  | 57     | 20     | +37   | 67  | III runda kwalifikacyjna do Ligi Mistrzów |                                  |
| 3   | FK Jablonec                     | 30 | 19 | 7  | 4  | 58     | 22     | +36   | 64  | III runda kwalifikacyjna do Ligi Europy   |                                  |
| 4   | FK Mladá Boleslav               | 30 | 13 | 7  | 10 | 43     | 34     | +9    | 46  | II runda kwalifikacyjna do Ligi Europy    |                                  |
| 5   | 1. FK Příbram                   | 30 | 12 | 7  | 11 | 40     | 45     | −5    | 43  |                                           |                                  |
| 6   | Dukla Praga                     | 30 | 11 | 8  | 11 | 34     | 40     | −6    | 41  |                                           |                                  |
| 7   | FK Teplice                      | 30 | 9  | 11 | 10 | 41     | 37     | +4    | 38  |                                           |                                  |
| 8   | Bohemians 1905                  | 30 | 10 | 8  | 12 | 35     | 41     | −6    | 38  |                                           |                                  |
| 9   | 1. FC Slovácko                  | 30 | 10 | 7  | 13 | 43     | 46     | −3    | 37  |                                           |                                  |
| 10  | FC Vysočina Igława              | 30 | 10 | 6  | 14 | 33     | 38     | −5    | 36  |                                           |                                  |
| 11  | Slavia Praga                    | 30 | 9  | 7  | 14 | 40     | 45     | −5    | 34  |                                           |                                  |
| 12  | Slovan Liberec                  | 30 | 7  | 12 | 11 | 39     | 43     | −4    | 33  | III runda kwalifikacyjna do Ligi Europy   | LIB 7 pkt. OST 5 pkt. ZBR 4 pkt. |
| 13  | Baník Ostrawa                   | 30 | 8  | 9  | 13 | 23     | 41     | −18   | 33  |                                           | LIB 7 pkt. OST 5 pkt. ZBR 4 pkt. |
| 14  | Zbrojovka Brno                  | 30 | 9  | 6  | 15 | 34     | 45     | −11   | 33  |                                           | LIB 7 pkt. OST 5 pkt. ZBR 4 pkt. |
| 15  | FC Hradec Králové (S)           | 30 | 6  | 7  | 17 | 26     | 52     | −26   | 25  | Spadek do Spadek do II ligi               |                                  |
| 16  | Dynamo Czeskie Budziejowice (S) | 30 | 5  | 7  | 18 | 29     | 72     | −43   | 22  | Spadek do Spadek do II ligi               |                                  |

## Stadiony
| Klub                        | Miasto               | Stadion                                     | Pojemność | Zdjęcie |
| --------------------------- | -------------------- | ------------------------------------------- | --------- | ------- |
| Baník Ostrawa               | Ostrawa              | Stadion Bazaly                              | 17 372    |         |
| Bohemians 1905              | Praga                | Ďolíček                                     | 7 500     |         |
| Dukla Praga                 | Praga                | Na Julisce                                  | 4 560     |         |
| Dynamo Czeskie Budziejowice | Czeskie Budziejowice | Stadion Střelecký ostrov                    | 6 681     |         |
| FC Hradec Králové           | Hradec Králové       | Všesportovní stadion                        | 7 220     |         |
| FK Jablonec                 | Jablonec nad Nysą    | Chance Arena                                | 6 280     |         |
| FK Mladá Boleslav           | Mladá Boleslav       | Stadion Miejski                             | 5 000     |         |
| 1. FK Příbram               | Przybram             | Na Litavce                                  | 9 100     |         |
| Slavia Praga                | Praga                | Eden Aréna                                  | 21 000    |         |
| 1. FC Slovácko              | Uherské Hradiště     | Městský fotbalový stadion Miroslava Valenty | 8 121     |         |
| Slovan Liberec              | Liberec              | Stadion u Nisy                              | 9 900     |         |
| Sparta Praga                | Praga                | Generali Arena                              | 20 854    |         |
| FK Teplice                  | Cieplice             | Na Stínadlech                               | 18 221    |         |
| Viktoria Pilzno             | Pilzno               | Stadion města Plzně                         | 12 500    |         |
| FC Vysočina Igława          | Igława               | Stadion v Jiráskově ulici                   | 4 025     |         |
| Zbrojovka Brno              | Brno                 | Městský fotbalový stadion Srbská            | 12 550    |         |

### Najlepsi strzelcy
| Bramki | Strzelcy         | Drużyna           |
| ------ | ---------------- | ----------------- |
| 20     | David Lafata     | Sparta Praga      |
| 19     | Milan Škoda      | Slavia Praga      |
| 16     | Libor Došek      | 1. FC Slovácko    |
| 12     | Aidin Mahmutović | Viktoria Pilzno   |
| 12     | Josef Šural      | Slovan Liberec    |
| 11     | Daniel Kolář     | Viktoria Pilzno   |
| 11     | Filip Novák      | FK Jablonec       |
| 10     | Bořek Dočkal     | Sparta Praga      |
| 10     | Tomáš Wágner     | FK Mladá Boleslav |

Aktualne na koniec sezonu 2014/15